# Iñaki Sarasketa
Iñaki Sarasketa Ibáñez (Oyarzun, 1948-2017) fue un terrorista de la ETA durante el régimen de Franco. 

## Biografía
Iñaki Sarasketa era el jefe del grupo terrorista ETA en Guipúzcoa y acompañaba a Txabi Etxebarrieta cuando el 7 de junio de 1968 asesinaron al guardia civil José Pardines Arcay en Villabona. Detenido al día siguiente en la iglesia de Régil, pasó por las manos del policía Melitón Manzanas. Fue juzgado el día 15 en San Sebastián por un consejo de guerra sumarísimo que le condenó a 58 años de prisión. Sin embargo, pocos días después, aduciendo un defecto de forma, la pena fue anulada, se repitió el proceso y el 27 de junio fue condenado a muerte. Esto provocó protestas internacionales y de las formaciones políticas opuestas al régimen, llegando a sumarse a la petición de clemencia instituciones del régimen como la Diputación provincial de Guipúzcoa y el Ayuntamiento de San Sebastián, razón por la cual, finalmente, le fue conmutada la pena capital por cadena perpetua.
Poco antes de la amnistía de 1977 fue excarcelado y extrañado a Noruega con Xabier Izko de la Iglesia, Iñaki Múgica Arregi Ezkerra, José Antonio Garmendia e Iñaki Pérez Beotegi Wilson, entre otros, hasta que la amnistía le permitió volver. Alejado de ETA, en las elecciones al Parlamento Vasco de 1984 fue el quinto candidato de Auzolan por Guipúzcoa.
No se le conoce militancia política posterior. Falleció en agosto de 2017.